# 1964 en journalisme
Cet article présente les faits marquants de l'année 1964 en journalisme.

## Évènements
- Création du Journal de Montréal.

## Naissance
- 10 janvier : Évelyne Thomas, une journaliste et animatrice de télévision française.
- 27 septembre : Alessandra Bianchi, une journaliste sportive italienne.
- 2 décembre : David Pujadas, un journaliste français.